# Andre Gunder Frank
Andre Gunder Frank, född 24 februari 1929 i Berlin, död 25 april 2005 i staden Luxemburg, Luxemburg, var en tysk-amerikansk ekonomihistoriker och en centralgestalt inom den radikala beroendeteorin. Frank menade att underutvecklingen i Latinamerika var en följd av kontinentens integration i den kapitalistiska världsekonomin. Frank utvecklade tesen om kapitalismen som ett världssystem bestående av metropoler och satelliter samt tesen om minskat beroende som ett villkor för att övervinna underutveckling. Han studerade de olika formerna för expropriering av det ekonomiska överskottet i de underutvecklade länderna.
I början av 1970-talet arbetade Frank i Chile, där han befann sig i kretsen kring Salvador Allende och bidrog till dennes ekonomiska reformer.